# NGC 543
NGC 543 (również PGC 5311) – galaktyka soczewkowata (S0), znajdująca się w gwiazdozbiorze Wieloryba. Odkrył ją Heinrich Louis d’Arrest 31 października 1864 roku.